# Nikita Aleksiejew (polityk)
Nikita Aleksiejewicz Aleksiejew (ros. Никита Алексеевич Алексеев, ur. 1 czerwca 1892 w Kijowie, zm. 2 września 1937) – polityk Ukraińskiej SRR.

## Życiorys
W 1912 wstąpił do partii bolszewickiej SDPRR(b), trzykrotnie był aresztowany i zwalniany (w 1912, 1913 i 1915), a po aresztowaniu za czwartym razem w 1916 został skazany na zesłanie do guberni saratowskiej, skąd zwolniono go w 1917. W styczniu 1918 został członkiem Połtawskiego Komitetu Wojskowo-Rewolucyjnego, a w lutym 1918 przewodniczącym Komitetu Wykonawczego Połtawskiej Rady Gubernialnej, po zajęciu Ukrainy przez niemieckie wojsko działał w podziemiu, został aresztowany i wkrótce wypuszczony. Od września do grudnia 1919 był przewodniczącym połtawskiego gubernialnego komitetu rewolucyjnego i jednocześnie zastępcą przewodniczącego komitetu wykonawczego połtawskiej rady gubernialnej, w 1920 kierował gubernialną administracją państwową kolejno w Połtawie i Kijowie, później służył w Armii Czerwonej. Po zwolnieniu z armii kierował gubernialnym/okręgowym oddziałem gospodarki komunalnej w Kijowie, 1928-1929 był przewodniczącym kijowskiej gubernialnej rady związków zawodowych, a 1929-1930 sekretarzem odpowiedzialnym Komitetu Okręgowego KP(b)U w Mariupolu. Od 15 czerwca 1930 do 25 lipca 1937 był członkiem KC KP(b)U, jednocześnie w 1930 kierował zarządem kolei jekatierinińskiej, od grudnia 1930 do 4 grudnia 1931 był zastępcą przewodniczącego Centralnej Komisji Kontrolnej KP(b)U i zastępcą ludowego komisarza inspekcji robotniczo-chłopskiej Ukraińakiej SRR, a od 30 listopada 1931 do 28 stycznia 1932 sekretarzem KC KP(b)U ds. zaopatrzenia i członkiem Biura Organizacyjnego KC KP(b)U. Od 28 stycznia 1932 do 11 czerwca 1933 był zastępcą członka Biura Politycznego KC KP(b)U, od lutego do czerwca 1932 I sekretarzem Obwodowego Biura Partyjnego KP(b)U w Winnicy, od czerwca do października 1932 I sekretarzem Komitetu Obwodowego KP(b)U w Winnicy, a od 11 października 1932 do 13 maja 1933 przewodniczącym Komitetu Wykonawczego Dniepropietrowskiej Rady Obwodowej. Od czerwca 1933 do 1934 był sekretarzem Komitetu Miejskiego KP(b)U w Charkowie, a 1934-1935 w Kijowie, 28 lipca 1935 został ludowym komisarzem przemysłu lokalnego Ukraińskiej SRR, później do 1937 był ludowym komisarzem przemysłu spożywczego Ukraińskiej SRR. W 1937 podczas wielkiego terroru został aresztowany i następnie rozstrzelany.